# Pjasino
Pjasino (rusky Пясино) je jezero na severu Krasnojarského kraje v Rusku. Má rozlohu 735 km². Je protáhlé z jihu na sever v délce zhruba 70 km a je maximálně 15 km široké. Dosahuje maximální hloubky 10 m. Nachází se v nadmořské výšce 28 m.

## Vodní režim
Zdrojem vody jsou sněhové a dešťové srážky. Zamrzá v říjnu a rozmrzá v červnu. Do jezera ústí velké množství řek, ze kterých je největší řeka Norilka. Z jezera odtéká řeka Pjasina.

## Fauna
Jezero je bohaté na ryby. Život v jezeře se dostal do ohrožení v důsledku ropné havárie, k níž došlo 29. května 2020 na zařízení společnosti Nornikel u Norilska. Odpovědné orgány na havárii reagovaly se zpožděním a navzdory plovoucím zábranám uniklé palivo proniklo po řece Ambarnaja až do jezera.